# Strådalstjärnen
Strådalstjärnen är en sjö i Åre kommun i Jämtland och ingår i Nean-Vapstälvens kustområde. Sjön har en area på 0,0568 kvadratkilometer och ligger 462,6 meter över havet. Strådalstjärnen ligger i Skäckerfjällen Natura 2000-område.

## Delavrinningsområde
Strådalstjärnen ingår i det delavrinningsområde (707820-133698) som SMHI kallar för Namn saknas. Medelhöjden är 502 meter över havet och ytan är 1,36 kvadratkilometer. Det finns ett avrinningsområde uppströms, och räknas det in blir den ackumulerade arean 4,42 kvadratkilometer. Vattendraget som avvattnar avrinningsområdet har biflödesordning 2, vilket innebär att vattnet flödar genom totalt 2 vattendrag innan det når havet efter 12 kilometer. Avrinningsområdet består mestadels av skog (84 procent) och öppen mark (12 procent). Avrinningsområdet har 0,06 kvadratkilometer vattenytor vilket ger det en sjöprocent på 4,4 procent.